# Bull Run (Virginie, rivière)
Pour les articles homonymes, voir Bull Run.
Le Bull Run est un affluent de 52,8 kilomètres de long de l'Occoquan (en) qui prend sa source dans les montagnes Bull Run (en), dans le comté de Loudoun, en Virginie.
Il sert de frontière entre le comté de Loudoun et le comté de Prince William, et entre celui-ci et le comté de Fairfax.
Le Bull Run est principalement associé à deux batailles de la guerre de Sécession : la première bataille de Bull Run (juillet 1861) et la seconde bataille de Bull Run (août 1862), toutes deux des victoires confédérées.